# Marco Antonio Da Mula
Marco Antonio Da Mula, detto Amulio (Venezia, 12 febbraio 1506 – Roma, 17 marzo 1572), è stato un cardinale e diplomatico italiano, al servizio della Repubblica di Venezia.

## Biografia

### Origini e formazione
Nacque, secondo di tre figli e quattro figlie, da Francesco di Alvise e da Laura di Lorenzo Michiel. 
La sua famiglia, i Da Mula del ramo di San Giovanni Decollato, non era tra le più prestigiose e ricche del patriziato, ma ricevette comunque un'ottima educazione di stampo umanistico. Il padre, dopo avergli fatto studiare greco e latino, Platone e Aristotele, lo condusse con sé a Capodistria, di cui era stato nominato podestà (1519), e vi conobbe Girolamo Muzio. Successivamente lo iscrisse all'Università di Padova, da cui uscì con il dottorato in giurisprudenza. 
Forte di un notevole bagaglio letterario e giuridico, nonché particolarmente intelligente e grande oratore, ben presto divenne una personalità assai nota tra i contemporanei e molti suoi discorsi e relazioni di carattere politico furono date alle stampe. Intrattenne inoltre rapporti di amicizia con intellettuali quali Giangiorgio Trissino, Giovita Rapicio, Bernardo Tasso, Francesco Sansovino, Pietro Bembo, Onofrio Panvinio, Pietro Aretino.

### Carriera politica
Come la gran parte dei giovani nobili veneziani, fu indirizzato alla vita politica, assumendo il primo incarico nel 1531 come massaro alla Zecca dell'argento. Ebbe la prima carica di rilievo il 30 maggio 1534, quando fu eletto, con Bernardo Navagero, sindaco inquisitore in Dalmazia. Tuttavia, presero possesso del proprio ruolo solo l'8 febbraio 1535 e svolsero la mansione tra la primavera e l'estate dello stesso anno. Tornati in patria, i due denunciarono la cattiva amministratore di un rettore (probabilmente Giovanni Sagredo) ma, a causa della sua influenza, l'accusa finì per ritorcersi contro gli stessi inquisitori, accusati di aver gonfiato il caso per mettersi in mostra.
Probabilmente come conseguenza di questo episodio, il Da Mula dovette attendere la fine del 1540 per assumere un nuovo incarico, quello di conte di Zara. Avrebbe dovuto terminare il mandato a giugno 1543, ma fu sostituito da Marcantonio Diedo nel gennaio dell'anno precedente; nella relazione conclusiva, riportò che il territorio, all'indomani della guerra contro i Turchi, era devastato e spopolato, e che quindi aveva dovuto adoperarsi per richiamare in patria i profughi che si erano rifugiati in Puglia, oltre che per rafforzare le difese militari.
Questa volta il suo operato incontrò l'approvazione del governo e, tornato a Venezia, fu subito eletto savio alle Decime (1542-1543), quindi savio di Terraferma (primo semestre 1541) e capitano di Brescia (1544-1546).

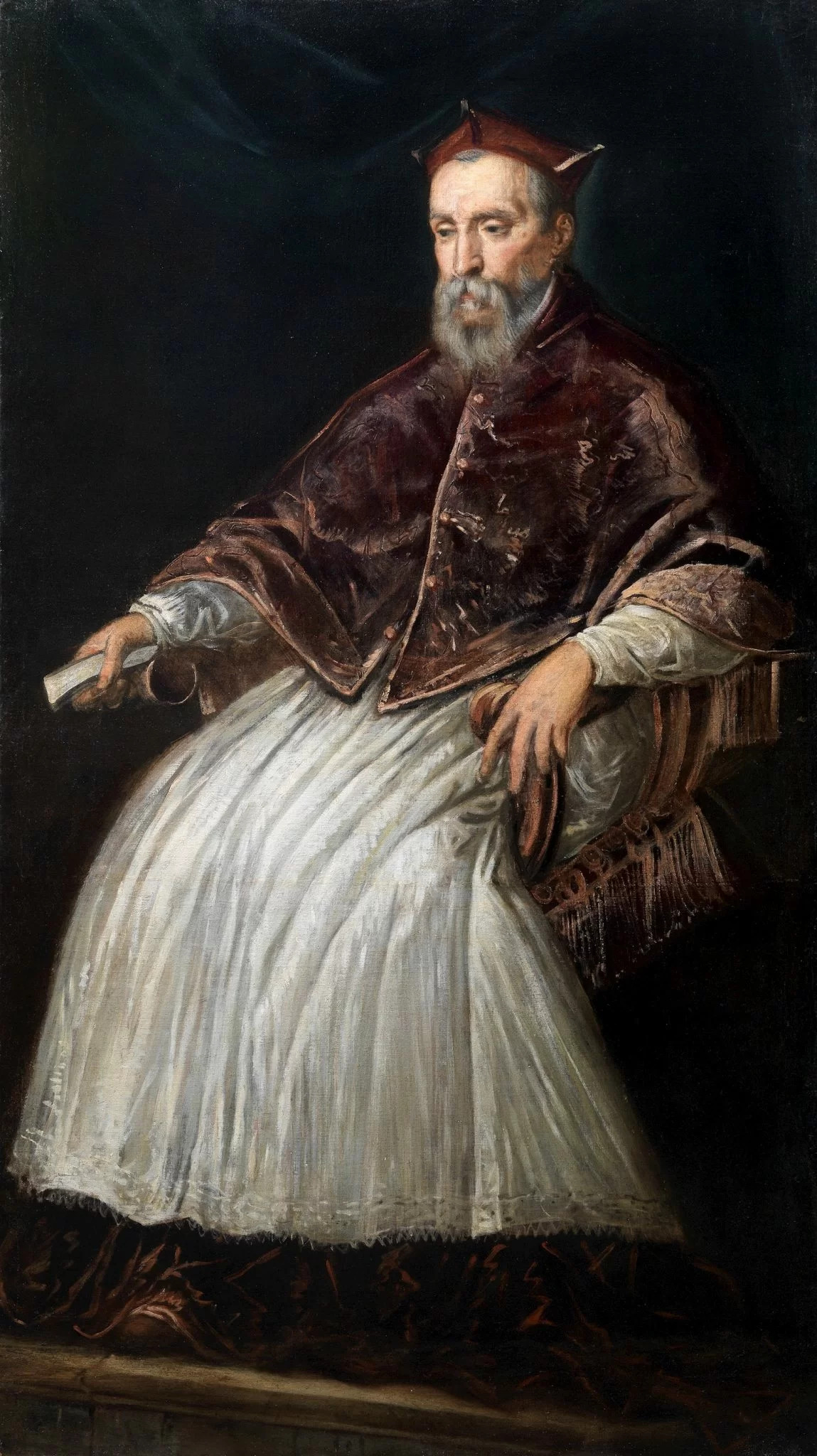
Ritratto del cardinale Marco Antonio Da Mula, Collezione privata

Fu un diplomatico al servizio della Repubblica di Venezia, di cui fu anche rappresentante presso l'imperatore Carlo V e poi presso il re Filippo II di Spagna. In seguito fu inviato a Roma come ambasciatore presso la Santa Sede: la proposta del pontefice di eleggere il Da Mula vescovo di Verona suscitò le proteste delle autorità della Repubblica, preoccupate per il troppo stretto legame che andava ad instaurarsi tra il papa e il suo ambasciatore; il Da Mula venne richiamato in patria, ma venne reinviato a Roma per l'insistenza del papa.

### Carriera ecclesiastica
Papa Pio IV lo innalzò alla dignità cardinalizia nel concistoro del 26 febbraio 1561, insieme d un altro ex ambasciatore veneziano a Roma, Bernardo Navagero; ottenne inizialmente la diaconia di San Marcello, e in seguito fu promosso al rango dei cardinali presbiteri. Dal 1562 fu vescovo di Rieti e introdusse nella diocesi le riforme decise dal Concilio di Trento, cui prese anche parte: nel 1564 inaugurò il Palazzo del Seminario di Rieti, il primo seminario istituito dalla conclusione del Concilio. Dal 1565 fu cardinale bibliotecario della Biblioteca Apostolica Vaticana.
La sua nomina cardinalizia non fu accettata di buon grado dal governo della Serenissima: per questo egli non poté più rientrare in patria.
Fu anche uomo di lettere e fu in corrispondenza con Pietro Bembo, Bernardo Tasso, Pietro Aretino, Gian Giorgio Trissino e il matematico Francesco Maurolico.
Fondò a Padova, in Prato della Valle, il Collegio Amuleo e la Compagnia del Gran Nome di Dio, dedita all'assistenza degli orfani.
Morì a Roma nel 1572. Inizialmente fu inumato nella chiesa di San Iacopo degli Spagnoli, ma poi le spoglie furono trasferite a Venezia nella chiesa di San Giobbe. Secondo il Cicogna, l'epigrafe sulla sua tomba fu posta dai discendenti solo nella seconda metà del Settecento. Nel suo testamento, redatto all'inizio del 1566, lasciava gran parte dei beni per la fondazione di un collegio a Padova in Prato della Valle (il Collegio Amuleo), aperto esclusivamente ai membri della famiglia Da Mula che intendessero studiare legge (o, in loro mancanza, ai parenti); tale istituzione funzionò sino alla fine della Repubblica.

## Successione apostolica
La successione apostolica è:
- Vescovo Eugenio Camuzzi (1569)